# Sabinus z Hermopolis
Sabinus či Abibus nebo Phanas byl ve 3. století křesťanský světec a mučedník.
Byl správcem egyptského města Hermopolis. Během pronásledování křesťanů císařem Diocletianem se ukryl spolu s dalšími křesťany v jedné z vesnic. V jejich úkrytu byl jeden žebrák, kterému Sabinus pomáhal dával mu jíslo i peníze, avšak žebrák úkryt křesťanů za dva zlaté prozradil. Sabinus byl spolu s dalšími šesti křesťany odveden, mučen a nakonec roku 287 vhozen do Nilu.
Jejich svátek slaví katolická církev 13. března a pravoslavná církev 16. března.